# 加藤明日美
加藤 明日美（かとう あすみ、本名：加藤 瑛子、1983年（昭和58年）4月23日 - ）は、日本のアイドル、タレント。アーティストハウス・ピラミッド所属を経て、サークルラインに所属。愛称は「あすみん」。

## 人物・来歴
東京都出身。血液型B型。特技：マッサージ。
中学時代に田口 綾香名義でお菓子系アイドルとして活動。アダルト系グラビア雑誌のモデルをしていたが、高校受験のために引退した。
高校生になってから渋谷でスカウトされたのを機に、加藤 明日美の芸名で本格的に芸能界デビュー。テレビのバラエティ番組やテレビドラマ、雑誌のグラビアなどに登場し、アイドルとして人気を集めた。
事務所の先輩の鈴木紗理奈とデビュー当時、テレビで共演していたことから「紗理奈の妹」とも呼ばれた。
毒舌キャラが話題になり、TBSラジオの番組『爆笑問題カーボーイ』に「アスミズム」というコーナーが設けられた。
2005年（平成17年）、母親の介護のために芸能界を引退。
2007年（平成19年）8月に芸能活動を再開。同年8月8日に『ココリコミラクルタイプ』に、8月12日に『むちゃぶり!』に出演。

## 出演

### テレビドラマ
- 伝説の教師 (2000年4月 - 6月、日本テレビ)
- G-taste（2001年4月 - 6月、テレビ朝日）
- OLヴィジュアル系 第2シリーズ（2001年4月 - 6月、テレビ朝日） - ナナ 役
- ごくせん 第1シリーズ 第2話（2002年4月24日、日本テレビ） - あゆみ 役
- 天体観測（2002年7月 - 9月、関西テレビ）
- 女と男の熱帯（2013年1月 - 2月、WOWOW）

### テレビ番組
- 新・クイズ日本人の質問（NHK）
- お宝映像クイズ 見ればナットク!（NHK）
- 世界まる見え!テレビ特捜部（日本テレビ）
- 踊る!さんま御殿!!（日本テレビ）
- ウラ日テレ（日本テレビ）
- キッチントーク（日本テレビ）
- X-TRAIL JAM（日本テレビ）
- THE夜もヒッパレ（日本テレビ）
- とりあえずイイ感じ。（日本テレビ）
- 行列のできる法律相談所（日本テレビ）
- C/Wラブ（日本テレビ）
- 巨人中毒（日本テレビ）
- 国民クイズ常識の時間（日本テレビ）
- ジェネジャン（日本テレビ）
- MOBI（日本テレビ）
- 日曜特番（日本テレビ）
- どっちの料理ショー（読売テレビ）
- ダウンタウンDX（読売テレビ）
- フジリコ（読売テレビ）
- あけすけ（広島テレビ）
- 桂芸能社オトせ!（TBSテレビ）
- オフレコ!（TBSテレビ）
- めっけMON!（TBSテレビ）
- マルチ6（TBSテレビ）
- オールスター感謝祭（TBSテレビ）
- アッコにおまかせ!（TBSテレビ）
- 新すぃ日本語（TBSテレビ）
- むちゃぶり!（TBSテレビ）
- ノブナガ（CBCテレビ）
- 小さな恋みつけた。（毎日放送）
- ウッチャンナンチャンの炎のチャレンジャー これができたら100万円!!（テレビ朝日）
- タモリ倶楽部（テレビ朝日）
- 特捜TV!ガブリンチョ（テレビ朝日）
- テレビ王（テレビ朝日）
- ねっとパラダイス（テレビ朝日）
- 快速！通勤仮面（テレビ朝日）
- せきらら白書（テレビ朝日）
- ジャングルブック（テレビ朝日）
- パパパパPUFFY（テレビ朝日）
- いきなり!黄金伝説。（テレビ朝日）
- 愛のエプロン2（テレビ朝日）
- ちゃんネプ（テレビ朝日）
- サタッぱち 古舘の日本上陸（テレビ朝日）
- サタッぱち 古舘の買物ブギ!!（テレビ朝日）
- 決定!これが日本のベスト100（テレビ朝日）
- 土曜の奇跡! TVのチカラ（テレビ朝日）
- 『ぷっ』すま（テレビ朝日）
- セレクションX（テレビ朝日）
- セレクションX DEEP（テレビ朝日）
- 堂本剛の正直しんどい（テレビ朝日）
- ラブちぇん（メ〜テレ）
- クイズ!紳助くん（朝日放送）
- 人気者でいこう!（朝日放送）
- 鯉のはなシアター（広島ホームテレビ）
- めちゃ2イケてるッ!（フジテレビ）
- クイズ$ミリオネア（フジテレビ）
- 変なおじさんTV（フジテレビ）
- 志村流（フジテレビ）
- 志村塾（フジテレビ）
- B.C.ビューティー・コロシアム（フジテレビ）
- ライオンのごきげんよう（フジテレビ）
- アイ×カチ（フジテレビ）
- 赤ちゃん金ちゃんグレート5（フジテレビ）
- ウチくる!?（フジテレビ）
- プチ・マリッジ（フジテレビ）
- 危機一髪!SOS（フジテレビ）
- ネプリーグ（フジテレビ）
- 森田一義アワー 笑っていいとも!（フジテレビ）
- ココリコミラクルタイプ（フジテレビ）
- ザ・ベストハウス123（フジテレビ）
- ザ! キャッシュマン（フジテレビ・関西テレビ）
- MUSIC INDEX（BSフジ）
- 発掘!あるある大事典（関西テレビ）
- クイズで公認!恋のおやジルシ（東海テレビ）
- ソングラ（テレビ東京）
- ダンシン！（テレビ東京）
- GTに行こう!（テレビ東京）
- BEATOPIA（テレビ東京）
- 大調査!! なるほど日本人（テレビ東京）
- スキヤキ!!ロンドンブーツ大作戦（テレビ東京）
- TVチャンピオン（テレビ東京）
- 出没!アド街ック天国（テレビ東京）
- 最高!ブギウギナイト（テレビ東京）
- ドライブ A GO!GO!（テレビ東京）
- Mr.マリック魔法の時間（テレビ東京）
- 爆笑問題の開け!記憶の扉（テレビ東京）
- 産直限定!通販バトル（テレビ東京）
- プラチナチケット（テレビ東京）
- シナモン（テレビ東京）
- 上質空間（テレビ東京）
- あっぱれ!日本一（テレビ東京・BSジャパン）
- いよっ！ギュルギュルさん（Viewsic）

### ラジオ番組
- 爆笑問題カーボーイ（TBSラジオ）
- LUNA SEA 真矢・深夜の課外授業（TBSラジオ）
- オレたちやってま〜す（MBSラジオ）

### 映画
- 岸和田少年愚連隊 超特別篇（DVD作品）（2000年）
- プレイガール（2003年） - 森夏美 役
- 難波金融伝ミナミの帝王24「海に浮く札束」（2003年）

### CM
- サークルKサンクス（2000年）

## リリース作品

### 写真集
1. AQUA（2000年8月1日、英知出版）
2. ASMIC17（2000年9月1日、英知出版、撮影：細野晋司）ISBN 978-4-7542-1262-9
3. STAND（2001年1月1日、コンパス、撮影：山岸伸）ISBN 978-4-87763-071-3
4. Jelly Beans（2001年10月1日、音楽専科社、撮影：鯨井康雄）ISBN 978-4-87279-088-7

### トレーディングカード
1. ASMIC Evolution - コンセプチュアルコレクションカード 6（2002年1月、ブックマン社）

### DVD
1. 加藤明日美 D-Splash!（2001年5月、キングレコード）
2. G-taste Special（2001年7月、キングレコード） - オムニバス作品。共演者：釈由美子、伊藤絵理香、川島令美、杏さゆり、乙葉